# Bedoes
Bedoes 2115, Bedoes, właśc. Borys Piotr Przybylski (ur. 21 kwietnia 1998 w Bydgoszczy) – polski raper i autor tekstów, założyciel zespołu 2115.
Muzyk należał do wytwórni SBM Label i współpracował ponadto m.in. z takimi wykonawcami jak raperzy Solar, Białas, White 2115, Blacha, Taco Hemingway, Lanek, Young Multi, Quebonafide, czy kanadyjski raper Pressa. Jego pierwszy album, pt. Aby śmierć miała znaczenie, dotarł do 1. miejsca Polskiej listy przebojów – OLiS, sprzedając się w ponad 15 tys. egzemplarzach. Jego dwa następne albumy studyjne – Kwiat polskiej młodzieży (z Kubim Producentem) oraz Opowieści z Doliny Smoków (z Lankiem) oprócz dotarcia na 1. miejsce wyżej wspomnianej listy zdobyły wyróżnienia trzykrotnie platynowej oraz diamentowej płyty.
Według portalu internetowego Glamrap.pl został przyznany mu Debiut Roku w 2017. Singiel pt. „05:05” zdobył nominacje do nagrody Fryderyka 2019 w kategorii Przebój roku (nagroda publiczności).

## Życiorys

### 2012–2016: Początki kariery
Urodzony w 1998 roku, w Bydgoszczy, wychowany na osiedlu Bartodzieje. Raper dzieciństwo spędził bez ojca, z matką oraz swoją babcią. W wieku 13 lat zaczął tworzyć swoje pierwsze nagrania, a w wieku 15 lat nagrał mixtape’y takie jak: Ganesha’s Blessing, Gucci Watch, Najgrubszy z najmłodszych, Anubis’s Throne, FR$HTILLIDIX. Po ukończeniu gimnazjum raper zrezygnował z dalszej edukacji na rzecz kariery muzycznej. W 2014 roku wypuścił wraz z 2115 mixtape pt. TBK (To Bartodzieje Kurwo), który został wydany w limitowanym nakładzie 50 sztuk. Po latach album trafił na listę Najdroższych i najtrudniej dostępnych płyt w polskim rapie. W 2016 roku został wydany w kolejny mixtape pt. Squadshits. W tym samym roku raper dostał kontrakt w wytwórni SB Maffija.

### 2016–2017:Aby śmierć miała znaczenieoraz konflikt z Filipkiem
We wrześniu ukazał się pierwszy singiel pt. „Gang, gang, gang”, tym samym raper zapowiedział wydanie debiutanckiego albumu wraz z Kubim jako producentem. Utwór dotarł do 1. miejsca na liście Hip-Hop. 16 grudnia ukazał się kolejny singiel pt. „Biały i młody”. Utwór tak jak poprzedni dotarł do 1. miejsca na liście Hip-Hop, oba dobiły okolicy 10 milionów wyświetleń w serwisie YouTube w niespełna rok. Kolejne single wyszły w 2017 roku, takie jak „NFZ”, „Napad”, „Raz” wraz z raperem z tej samej wytwórni Beteo oraz „Kolega brata rapera”. Album miał premierę 17 lutego 2017 roku. Płyta dotarła do 1. miejsca Polskiej listy przebojów – OLiS, sprzedając się w ponad 3000 kopii. Album promowała trasa po całej Polsce pt. Aby śmierć miała znaczenie Tour. Następnie raper wziął udział w akcji serwisu muzycznego Popkillera pt. „Młode wilki 2017”. W 2017 roku wdał się w konflikt sceniczny z raperem Filipkiem, który zwyzywał go na swoim koncercie po tym, jak muzyk w wywiadzie oznajmił, że uważa go za najsłabszego rapera. Raper zaczął konflikt utworem „AŚMZ”, na co Filipek jeszcze tego samego dnia odpowiedział utworem „Mówię o twej karierze”. Następnie artysta wydał odpowiedź pt. „Pinokio”, na co Filipek odpowiedział utworem „Łakałakałaka”. Raper zakończył konflikt utworem „Rocket Jump”, puszczając go na portalu Facebook. Muzykowi poparcie w konflikcie udzieli tacy raperzy jak Eldo, Te-Tris czy WdoWa.

### 2017–2019:Kwiat polskiej młodzieżyoraz konflikt z Tombem i Dixon37
19 lipca 2017 roku raper wydał singiel „Gustaw”, tym samym zapowiadając nową płytę. Teledysk w niespełna pół roku obejrzało ponad 10 mln osób. 21 grudnia 2017 roku ukazał się kolejny singiel pt. „05:05” wraz z Kubim Producentem. 4 stycznia 2018 roku ukazał się trzeci singiel pt. „Filipiny” również z Kubim Producentem. 10 lutego 2018 roku Bedoes wraz ze swoją ekipą SB Maffija grał koncert w Warszawskim klubie Stodoła. Wypowiedział tam ze sceny słowa „Jeśli wasz ulubiony raper nie jest z SB Maffiji to prawdopodobnie teraz ssie komuś pałę”. Słowa oburzyły wielu raperów takich jak np. Bilon, Żary, grupę Dixon37 czy TPS. Ten ostatni wyśmiał SB Maffiję, czego skutkiem był długotrwały beef jego, Śliwy naprzeciw Białasa oraz Aviego. Na Bedoesa nagrali dissa tacy raperzy jak Frosti Rege czy Tomb, były członek SB Maffiji. Raper odpowiedział Tombowi dissem pt. „Wpłatomat”. Tomb odpowiedział na numer dissem pt. „Fatality”, na co Bedoes już nie odpowiedział ze względu na to że raper obraził tam jego rodzinę i zawarł nieprawdziwe informacje na jego temat. 20 czerwca tego samego roku raper wydał singiel „Wow”, tak jak w poprzednich przypadkach także z Kubim Producentem.
6 listopada 2018 roku ukazał się kolejny singiel pt. „Kwiat Polskiej Młodzieży” który był inicjatorem konfliktu z Dixon37. Rest Dixon37 nagrał na rapera diss pt. „Chwast Polskich Głośników” na co Bedoes odpowiedział parę godzin później utworem „00:45”. Do konfliktu za raperem włączył się kolega z wytwórni oraz wydawca Białas czego skutkiem był długotrwały beef jego z raperem Kafar Dixon37. 14 listopada 2018 roku ukazał się następny singiel pt. „Janosik”, który osiągnął sukces komercyjny, docierając do 39. miejsca listy Airplay oraz był grany w radiach w Polsce. 30 listopada 2018 odbyła się premiera albumu i zadebiutował na 1. miejscu Polskiej listy przebojów – OLiS, sprzedając się w ponad 30 000 egzemplarzach, co dało mu status platynowej płyty. 29 maja 2019 ukazała się wspólna piosenka wraz z zespołem Golec uOrkiestra i znanym producentem Gromee pt. „Górą Ty”. Utwór stał się megahitem, docierając aż do 2. miejsca listy Airplay i zdobył 1. miejsce w większości rozgłośni radiowych w Polsce.

### 2019-2021:Opowieści z Doliny SmokóworazRewolucja Romantyczna
26 marca 2019 roku ukazał się utwór pt. „Michelangelo”, co było pierwszą zapowiedzią nowego albumu artysty. 2 czerwca 2019 roku premierę miał drugi singiel pt. „Nadchodzi lato”. W październiku raper zdradził, że nowa płyta będzie nazywać się Opowieści z Doliny Smoków i została nagrana wspólnie z producentem Lankiem. 17 października 2019 roku ukazał się singiel pt. „Jesteś ładniejsza niż na zdjęciach (na zawsze)” który został nagrany jako prezent dla dziewczyny rapera i opublikowany w jej urodziny. Utwór był również grany w polskich radiach. 28 października 2019 ukazał się tytułowy singiel z płyty, a 10 listopada premierę miał kontrowersyjny singiel pt. „1998 (mam to we krwi)”, gdzie raper m.in. wyraził poparcie dla związków homoseksualnych. W listopadzie 2019 roku raper poinformował, że jego płyta dwa tygodnie przed premierą sprzedała się w ponad 15 tys. egzemplarzach. Opowieści z Doliny Smoków na półkach sklepowych pojawiły się 29 listopada 2019 roku.
W maju 2020 roku Bedoes wziął udział w akcji #Hot16Challenge2, gdzie podzielił się ze słuchaczami informacjami, o swoim aktualnym stanie psychicznym. Miesiąc później wszyscy członkowie SBM Label, w tym Bedoes, wydali album Hotel Maffija.
Pierwszy, tytułowy singiel z nadchodzącej Rewolucji Romantycznej ukazał się 18 listopada 2020 roku. Bedoes znów poruszył w utworze kontrowersyjne tematy, m.in. sytuację polityczną w kraju. Na przełomie 2020 i 2021 roku raper wydał jeszcze single „Chrome Hearts”, „TOA$T” oraz „Bukiet Białych Róż”, a album w całości ukazał się 15 stycznia 2021 roku. Była to druga z rzędu płyta, wydana wspólnie z Lankiem.

### Od 2021: 2115 Label oraz mixtape 2115
W 2021 roku, po wydaniu swojego czwartego albumu studyjnego, raper miał dłuższą przerwę i nie wydał w tym czasie żadnej nowej muzyki. 11 stycznia 2022 ukazał się singiel „Parapetówa”, zapowiadający drugą wspólną płytę SBM Label - Hotel Maffija 2, na którym pojawił się również Bedoes. Do premiery albumu Borys pojawił się jeszcze na kilku singlach. W kwietniu 2022 roku raper oficjalnie ogłosił, że założył własną wytwórnię - 2115 Label. Tego samego miesiąca ukazał się singiel „Więcej dymu”, który zapowiadał wspólny projekt całego zespołu 2115, będący pierwszym wydawnictwem nowo powstałej wytwórni. Miesiąc później ukazał się kolejny utwór 2115 - „Bedoesiara”, który w dość luźny sposób opisywał postawę raperów wobec body shamingu. W lipcu ekipa 2115 udała się do Stanów Zjednoczonych, a efektem tego były m.in. single „Bruce” oraz „Turysta”. Kolejnymi singlami ze wspólnego projektu osób należących do 2115 były „Ketchup” oraz „Na krańcu świata”. Wraz z wypuszczeniem tego ostatniego wystartowała również przedsprzedaż albumu 2115 - Rodzinny biznes. Album w przeciągu doby osiągnął status złotej płyty, a dwa miesiące później osiągnęła status podwójnej platynowej płyty.

## Życie prywatne
Jest zaręczony z Roksaną Kwiatkowską. Jest katolikiem.

## Dyskografia
- Aby śmierć miała znaczenie (2017)
- Kwiat polskiej młodzieży (2018)
- Opowieści z Doliny Smoków (2019)
- Rewolucja romantyczna (2021)

## Trasy koncertowe
- Aby śmierć miała znaczenie Tour (2016–2017)[12]
- SB Maffija Tour (2018)[56]
- Kwiat Polskiej Młodzieży Tour (2018–2019)
- Opowieści z Doliny Smoków (2019–2020)

## Nagrody i wyróżnienia
| Rok  | Kategoria                           | Tytułem                    | Nagroda                   | Uwagi      | Źródło |
| ---- | ----------------------------------- | -------------------------- | ------------------------- | ---------- | ------ |
| 2018 | Debiut roku                         | Bedoes                     | PolitologNaRapie.pl       | Laureat    | [ 57 ] |
| 2018 | Debiut roku                         | Bedoes                     | Glamrap                   | Laureat    | [ 5 ]  |
| 2018 | Singiel roku                        | „Gustaw”                   | Glamrap                   | Laureat    | [ 58 ] |
| 2018 | Najlepszy hip-hopowy utwór          | „Gustaw”                   | Muzyka Interia            | Nominacja  | [ 59 ] |
| 2018 | 10 najlepszych polskich singli      | „Gustaw”                   | Newonce.net               | Nominacja  | [ 60 ] |
| 2018 | Polskim Singlem Roku 2017           | „Gustaw”                   | Plebiscyt Hip-hop & WuDoo | Nominacja  | [ 61 ] |
| 2018 | Raper roku                          | Bedoes                     | Ślizgery 2017             | 2. miejsce | [ 62 ] |
| 2018 | Płyta roku                          | Aby śmierć miała znaczenie | Ślizgery 2017             | Nominacja  | [ 62 ] |
| 2019 | Przebój roku (nagroda publiczności) | „05:05”                    | Fryderyki 2019            | Nominacja  | [ 6 ]  |